# Eranno lagunae
Eranno lagunae är en ringmaskart som först beskrevs av Fauchald 1970.  Eranno lagunae ingår i släktet Eranno och familjen Lumbrineridae. Inga underarter finns listade i Catalogue of Life.